# تعطيل الصبغي X

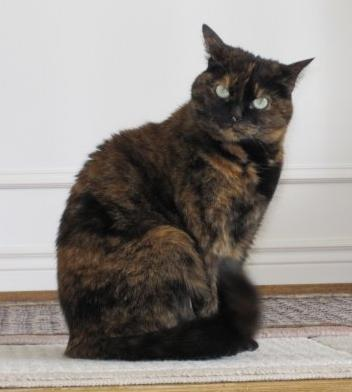
اللون لدى قطط الكاليكو وصدفة السلحفاة هو تعبير جليٌّ على تعطيل إكس. أليلا اللون البرتقالي والأسود للجين المسؤول عن لون الفرو يتواجدان في الصبغي المتماثل إكس. لأي بقعة من الفرو، تعطيل الكروموسوم إكس الذي يحمل أحد الأليلين ينتج عنه لون فرو الأليل الآخر في الكروموسوم غير المعطل.

تعطيل الصبغي إكس أو تعطيل إكس (بالإنجليزية: X-inactivation)‏ هي عملية يتم فيها تعطيل أحد كروموسومات إكس الموجودة لدى إناث الثدييات، الكروموسوم إكس المعطل يفقد نشاطه عبر تحزيمه على هيئة غير قابلة للنسخ تسمى كروماتين مغاير. تقريبا جميع إناث الثديات لها نسختين من الصبغي إكس، وتعطيل أحد هذين الصبغيين يمنعهن من امتلاك ضعفي نواتج جينات الكروموسوم إكس مما هو عند الذكور الذين يملكون نسخة واحدة فقط من الكروموسوم إكس.
خيارُ أيٍّ من الكروموسومين يتم تعطيله عشوائي لدى الثدييات المشيمية مثل الإنسان، وبمجرد أن يتم تعطيل الكروموسوم إكس سيبقى معطلا طوال حياة الخلية وسلالاتها في ذلك الكائن. على عكس تعطيل إكس العشوائي لدى المشيميات، التعطيل لدى الشقبانيات يتم بشكل حصري للكروموسوم المتحصل عليه من الآباء.